# BMW Motorrad
BMW Motorrad AG (аббревиатура от Bayerische Motoren Werke Motorrad AG) —немецкий производитель мотоциклов, подразделение BMW.

## Основные принципы мотоциклов BMW
1917: Макс Фриц — прародитель концепции привода оппозитных BMW
Начало было положено событием, которое произошло 2 января 1917 года: в этот день 33-летний дипломированный инженер Макс Фриц начал свою работу на BMW. Незадолго до этого он уволился с прежней работы, разойдясь во мнениях со своим шефом Паулем Даймлером в Штутгарте. Как потом выяснилось, это было на руку BMW. Ведь после запрета на строительство самолётов и авиационных двигателей по Версальскому договору от 28 июня 1919 года сам факт существования BMW был поставлен под вопрос. Тогда Макс Фриц, ставший между тем главным конструктором на BMW, с головой ушёл в работу над мотоциклами. Уже в декабре 1922 года, всего через четыре недели после получения заказа, у Фрица был готов чертёж мотоцикла BMW в оригинальную величину. Сердцем его стала новая концепция привода — оппозитный двигатель BMW в сочетании с карданным валом.
Изобретательному швабу Максу Фрицу удалось создать гармоничную концепцию мотоцикла, сведя воедино известные компоненты и расположив их по-новому. Оба цилиндра оппозитного двигателя были установлены не продольно, как у большинства других изготовителей, а поперёк направлению движения, что способствовало их лучшему охлаждению набегающим потоком воздуха. Коробка была пристыкована к двигателю, и привод осуществлялся напрямую от продольно расположенного коленчатого вала. Вместо привычного цепного привода у первых BMW прямую передачу момента на заднее колесо обеспечивал карданный вал. Эти три компонента базовой концепции мотоциклов BMW прекрасно зарекомендовали себя на протяжении вот уже более 75 лет и до сих пор используются в современных оппозитных моделях.

## История
История создания БМВ. В 1916 году было основано предприятие под названием Bayerische Flugzeugwerke AG, сокращённо BFV. А всё началось в 1913 году с идеи объединения двух фирм Rapp Motorenwerke и Otto Flugzeugwerke. Оба предпринимателя, Рапп и Отто (отец Отто за четыре года до этого создал четырёхтактный двигатель), были увлечены самолётостроением, но, к сожалению, в бизнесе были не столь успешны. В 1917 году создаётся Bayerische Motorenwerke GmbH, которое в 1918 году перерегистрируется в акционерное общество. Генеральным директором предприятия становится Франц-Йозеф Попп, который в 1917 году нанимает на работу молодого инженера авиационных двигателей Макса Фрица. Именно ему принадлежит создание знаменитых мотоциклов BMW.
С 1917 года вся продукция BMW носит знак, символизирующий крутящийся пропеллер.
1919 Авиационный двигатель BMW устанавливает мировой рекорд. Первый авиационный двигатель BMW, шестицилиндровый IIIа, производит фурор. Это была усовершенствованная конструктором Максом Фрицем версия двигателя Карла Раппа. В июне 1919 года тест-пилот Франц Зено Димер устанавливает на самолёте с двигателем BMW IV мировой рекорд высоты полёта на самолётах с открытой кабиной без кислородной маски. Высота полёта составляла 9670 метров.

### 28 сентября 1923 года: презентация R 32
Мировая премьера R 32 на Берлинской автомобильной выставке вызвала большой интерес. До конца Первой мировой войны на Баварских Моторных Заводах (BMW) строились только двигатели для самолётов, грузовиков и лодок. В 1920 году был создан первый оппозитный двигатель, который использовался многими немецкими производителями мотоциклов. С созданием R 32, BMW удалось ещё до начала производства автомобилей (1928 год) войти в круг фирм, производивших транспортные средства. Вместе с этим начинается и история оппозитных двигателей BMW, которая длится и по сей день вот уже на протяжении более чем 75 лет. Располагая рабочим объёмом 494 см³ и мощностью 8,5 л.с., R 32, весивший всего 120 кг, развивал скорость более 90 км/ч. Не в последнюю очередь благодаря своему низкому центру тяжести он при этом неизменно хорошо слушался водителя. Сочетание простоты в обслуживании и высокой надёжности быстро принесло ему добрую славу. До 1926 года было продано более трёх тысяч R 32, каждый из которых стоил 2200 имперских марок — больше, чем модели конкурентов.

### 1925 год: R 37 открывает двери в мотоспорт
Концепция оппозитных BMW реализуется не только с высоким качеством, но и на основе солидной и мощной техники, которую BMW позаимствовала для производства мотоциклов из сферы авиастроения. Оппозитные BMW быстро стали базовой моделью для профессионального мотоспорта, в котором предъявляются постоянно высокие требования к материалам и технологиям. Разумеется, для этого серийный R 32 мощностью 8 л.с. пришлось доработать. Рудольф Шляйхер, сам активный гонщик и дипломированный инженер, работающий с 1923 года на BMW, взялся за реализацию проекта. Он конструирует двигатель со стальными цилиндрами и новыми легкосплавными головками цилиндров с верхним расположением клапанов. Клапаны приводились штангами и вся система привода была герметично закрыта, что на тот момент являлось существенным преимуществом перед конкурентами. Модель R 37 1925 года выпуска располагала рабочим объёмом 500 см³ и мощностью 16 л.с. — в два раза больше, чем у предшественника. Она стала основой гоночных мотоциклов и сделала марку BMW известной не только среди любителей соревнований на бездорожье и шоссейных гонках, но и во всём мире мотоциклов. Итог: с 1924 по 1929 год все высшие титулы немецких чемпионатов в классе 500 см³ завоёвывались на BMW.

### 1929 год: самый быстрый мотоцикл в мире
В общих чертах это всё ещё была модель Шляйхера, на которой в 1929 году была предпринята попытка побить абсолютный мировой рекорд скорости. После внесения необходимых технических изменений 19 сентября 1929 года пришло время старта: Эрнст Хенне промчался на скорости 216 км/ч по Ингольштадскому шоссе севернее Мюнхена, где сегодня действует ограничение 50 км/ч, и превысил прежний мировой рекорд на 10 км/ч. В ходе последующих лет Хенне попеременно с английскими и итальянскими гонщиками ставил всё новые и новые мировые рекорды скорости.

### 1935 год: первая гидравлическая телескопическая вилка
На R 12 и R 17 BMW первой в мире среди изготовителей мотоциклов заменила в серийном производстве вилку с листовыми рессорами на телескопическую вилку с гидравлической амортизацией. Этот принцип используется по сей день практически во всех мотоциклах.

### 1936—1937 года: инновации инженера Шляйхера
Совершенно новой разработкой Рудольфа Шляйхера стала модель R5. Имея мощность 24 л.с. при рабочем объёме 500 см³, она была одной из наиболее спортивных моделей того времени. R5 имел двигатель с туннельным картером, два распределительных вала, ножное управление коробкой передач, трубчатую раму из бесшовных тянутых и соединённых электросваркой конических овальных труб, регулируемую амортизацию телескопической вилки и подножки вместо привычных тогда площадок.

### 1937 год: легендарный рекорд скорости
Эрнст Хенне пытается на автобане Франкфурт — Дармштадт побить новый мировой рекорд скорости на 108-сильном компрессорном мотоцикле с рабочим объёмом 500 см³ Результат оказался просто потрясающим: развив скорость 279,5 км/ч, Эрнст Хенне становится быстрейшим среди мотоциклистов планеты. Мировой рекорд, поставленный 28 ноября 1937 года, продержался 14 лет.

### 1938 год: «Шорш»Майер, «чугунный»
Выступая на 55-сильном компрессорном BMW, он производит фурор на гоночных трассах Европы. Результаты говорят сами за себя: в 1938 году заводской гонщик BMW Георг Майер выигрывает чемпионат Европы. В 1939 году Георг «Шорш» Майер, которого тогда в кинохронике называли «чугунным Майером», произвёл ещё большую сенсацию. Он стал первым иностранцем, который выиграл на машине иностранного производства легендарный «Senior Tourist Trophy» на острове Мэн. Ещё одна победа в активе BMW.

### 1948—1950 года: дух новаторства жив
Все мощности по производству мотоциклов, а также конструкторская документация были из-за войны перевезены в начале 40-х годов в Айзенахе и оказались впоследствии недоступны для фирмы из Мюнхена. Демонтаж авиационных заводов в Мюнхене и автомобильных в Айзенахе после войны означает, похоже, конец существования фирмы. Однако ремонт техники американской армии и производство различных приборов позволяют фирме удержаться на плаву, пока, наконец, в 1948 году не возобновляется производство мотоциклов.

### 1948 год: модель возрождения — R 24
На основе довоенной модели в Мюнхене создаётся первый послевоенный мотоцикл. Арендованные у других фирм станки позволяют в невероятно трудных условиях добиться возрождения. Необходимо было также получить и разрешение союзников, которые позволили сначала выпускать только одноцилиндровый мотоцикл с рабочим объёмом не более 250 см³ Летом была готова конструкторская документация, но только незадолго до Рождества 1948 года был выпущен первый R 24. В следующий год этот мотоцикл мощностью 12 л.с. разошёлся тиражом 10 тысяч экземпляров, а ещё через год было построено уже 17 тысяч таких машин.

### BMW R 24: 247 см³, 12 л.с.
Шасси прежнего R 23 получило модернизированный одноцилиндровый двигатель, оснащённый системой зажигания с центробежным регулятором. Также новинкой стала и четырёхступенчатая коробка передач с ножным переключением, в котором использовался храповый механизм.
BMW R 25/3
Экономическое чудо повлекло за собой также и взлёт в сфере мобильности, что обеспечило BMW потрясающий сбыт. R 25/3 стал наиболее продаваемым мотоциклом BMW — 47 700 штук.

### 1951 год: R 68 — участник 100-мильных гонок
Разработанная BMW модель R 68 стала высококлассным спортивным продуктом. R 68, развивавший максимальную скорость 160 км/ч, считался топ-моделью 50-х годов. Представив на Международной вело- и мотовыставке IFMA R 68, подготовленный для участия в 100-мильных гонках, BMW уверенно заявила о своём возвращении в круг лучших производителей мотоциклов в мире.

### 1954 год: участие в мотоспорте
В 1954 году появилась выпущенная небольшим тиражом спортивная модель BMW RS с приводом от главного вертикального вала. Эта модель, развивавшая скорость 200 км/ч, позволила частным гонщикам одержать бесчисленное количество побед на гоночных трассах в Германии и за рубежом. Спортивные почести были отданы и трёхколёсным моделям. В 1954 году BMW начинает постоянно выигрывать мировые чемпионаты для машин с колясками. До 1974 года было завоёвано 19 титулов, а в период с 1955 по 1974 год все чемпионаты в зачёте для марок были выиграны BMW.
В 60-е годы BMW делала ставку на хорошо себя зарекомендовавшую ходовую часть полномаятниковых моделей, которые вышли на рынок в 1955 году и были образцом устойчивости как при движении с коляской, так и без неё. В 1960 году гамму моделей дополнили два спортивных мотоцикла — R 50 S и R 69 S. Последний, развивавший максимальную скорость 175 км/ч, был самым быстрым серийным немецким мотоциклом, который позволил BMW укрепиться на международных рынках. Мотоциклы BMW стали ездить не только по европейским дорогам, но и стали покорителями американских хайвеев. Большая часть произведённых в 60-е годы мотоциклов отправлялась в Соединённые Штаты. Однако и на других континентах мотоциклы BMW стали всё чаще появляться на дорогах.

### 1969 год: переезд из Мюнхена в Берлин
Свою новую прописку и берлинский воздух в шины мотоциклы BMW получили в Берлине-Шпандау, где до 1945 года производились авиационные двигатели, а затем было организовано производство станков. Реагируя на надвигающийся мотоциклетный бум, BMW выпускает на новом заводе совершенно новую серию мотоциклов — модель /5. Отношение к мотоциклу изменилось. Клиенты всё больше задумываются о том, как проводить свободное время, а вождение мотоцикла становится спортивным хобби для представителей обеспеченных в финансовом отношении кругов. Серия /5 удовлетворяла всем требованиям, которые предъявлялись к мотоциклам в начале 70-х годов.
С началом мотоциклетной лихорадки в 70-е годы показатели выпуска мотоциклов BMW снова пошли вверх. Начиная с серии /5 модели с бело-голубым пропеллером на бензобаке становятся больше, мощнее и быстрее. Вехами в истории выпуска мотоциклов можно назвать прежде всего две модели BMW того времени. R 90 S выпускался с 1973 по 1976 год, имел рабочий объём 898 см³, мощность 67 л.с. Впервые за последние 50 лет на BMW была превышена граница рабочего объёма 750 см³ R 90 S, имевший спортивный внешний вид, первую в мире серийную облицовку кокпита и эффектное лакокрасочное покрытие, считался тогда, да и остаётся до сих пор иконой в области дизайна мотоциклов.
R 100 RS выпускался с 1976 по 1984 год, имел рабочий объём 980 см³, мощность 70 л.с. Эта модель стала первым серийным мотоциклом в мире с полной облицовкой. В центре внимания при этом находилось не только стремление добиться высоких аэродинамических показателей, но и защитить водителя от ветра и непогоды. К тому же модель R 100 RS была одновременно первым BMW с литровым рабочим объёмом. Тем самым был основан класс спортивных туристических мотоциклов, в котором BMW по сей день задаёт тон.

### 1973 год: подразделение «Мотоциклы BMW» отмечает юбилей
Спустя 50 лет после начала истории мотоциклов на BMW в 1923 году с конвейера сходит 500-тысячный мотоцикл. BMW по праву гордится этим юбилеем. Ведь кризис 50-х и 60-х годов был с блеском преодолён.

## Внедорожные BMW
С возрождением мотоцикла происходит возвращение BMW в мотоспорт. И снова мотоциклы BMW соперничают с конкурентами вдали от наезженных дорог. В 1979 году BMW выигрывает Германский внедорожный чемпионат. Это становится началом успешного пути марки в раллийных гонках последующих лет.
Начав участвовать во внедорожных гонках, BMW летом 1980 года путём некоторой модернизации делает из успешного внедорожного мотоцикла серийный эндуро, получивший обозначение R 80 G/S. Буква G означала Gelände, то есть бездорожье, а S — Straße, то есть шоссе. Тем самым BMW основала сегмент больших комфортабельных эндуро для путешествий, который до сих пор является одним из краеугольных камней мотоциклетного бизнеса. Сенсацию производит первая в мире однорычажная маятниковая подвеска BMW Monolever с односторонним креплением заднего колеса.

### 1981 год: BMW R 80 G/S пришёл, проехал, победил
В начале 80-х годов BMW отправляет свои оппозитные модели в пустыню. Вместе с французом Юбером Ориолем, которого за его навигаторский талант прозвали «африканцем», BMW выигрывает сложнейшую гонку в мире. Этот успех Ориоль сумел повторить в 1983 году. В 1984 и 1985 годах своё имя в список победителей вписал вместе с BMW бельгиец Гастон Райе.

### 1983 год: рождение серии К
Идея инженера-разработчика на BMW по имени Йозеф Фритценвенгер, который впервые предложил поставить горизонтально рядный двигатель, пошла в серию в 1983 году. Новая серия К выпускается наряду с прекрасно себя зарекомендовавшими двухцилиндровыми оппозитными моделями. Четыре цилиндра и — впервые у серийного мотоцикла — электронный впрыск стали отличительными особенностями серии К 100.

### 1987 год
На R 100 GS впервые представлена система BMW Paralever. 1988 год: первой среди изготовителей в мире BMW весной 1988 года предлагает на рынке электронно-гидравлическую антиблокировочную систему (ABS) для мотоциклов. 1988 год: эффектный К 1 становится звездой IFMA '88. Это первый в мире мотоцикл с цифровой электронной системой управления двигателем, который к тому же производит впечатление своим авангардистским дизайном.

### 18 марта 1991 года
В этот день был выпущен миллионный мотоцикл BMW. Эта модель K 75 RT была торжественно передана берлинскому сенатору по вопросам экономики и технологий, чтобы потом работать на благо Красного креста. В ходе борьбы за чистоту окружающей среды BMW первой среди фирм-изготовителей мотоциклов предлагает весной 1991 года трёхкомпонентный нейтрализатор с регулировкой состава отработавших газов. Предложение серийных машин с нейтрализаторами постоянно расширяется. Через 70 лет после R 32 выпуска 1923 года BMW к началу сезона 1993 года представляет спортивно-туристический мотоцикл R 1100 RS — первую модель нового поколения оппозитных мотоциклов, а год спустя появляется эндуро R 1100 GS. Осенью того же года на рынок выходит R 850/1100 R, в следующем сезоне — туристический мотоцикл R 1100 RT. Наряду с АБС второго поколения BMW вместе с запуском нового поколения оппозитников представляет фирменную инновационную направляющую систему переднего колеса под названием Telelever.
В дополнение к традиционной серии двухцилиндровых оппозитных мотоциклов и к серии К в конце 1993 года появляется третий модельный ряд: серия F, которая поначалу была представлена фандуро F 650. Первый после 1966 года одноцилиндровый BMW представлял собой европейский совместный проект. BMW разработала техническую концепцию и динамичный дизайн. Партнёр по кооперации фирма company name = Aprilia помогла в разработке и обеспечила сборку мотоцикла. Разработкой изменённого по указаниям BMW 650-кубового одноцилиндрового четырёхклапанного двигателя занялась австрийская фирма Rotax. С мая 1995 года BMW первой среди изготовителей мотоциклов серийно оснащает все свои современные модели нейтрализаторами и одновременно предлагает их в качестве дооснащения для более ранних моделей.
С конвейера мотоциклетного завода BMW в Шпандау сходит последний R 80 GS Basic — представитель классического поколения оппозитников. Тем самым 19 декабря 1996 года после более чем 70 лет завершается целая глава в истории немецких мотоциклов. Успешный итог: с 1923 года BMW продала 685'830 представителей поколения классических оппозитных мотоциклов. На берлинском заводе в Шпандау с 1969 года было изготовлено 467 900 штук. В настоящее время 1 690 сотрудников этого завода выпускают до 400 мотоциклов в день.

### 1997—1998 года: новые модели
1997 год: круизер BMW R 1200 C превращает поездку в самоцель. Этот мотоцикл не является копией американских образцов, он отличается самостоятельным дизайном и представляет собой интерпретацию BMW темы круизера, даже при рабочем объёме 850 см³. Затем последовали модификации Avantgarde и Independent. Модель K 1200 RS стала настоящим мотоциклом-мечтой для спортивных водителей. Располагая мощностью 130 л.с., она стала первым BMW, который перешёл границу в 100 л.с., бывшую до тех пор добровольным ограничением немецких производителей и импортёров мотоциклов. 1998 год: R 1100 S — самый спортивный оппозитный мотоцикл. По сути дела R 1100 S представляет собой обновлённый вариант легендарного R 90 S. Компактный, выразительный и обладающий способностями «туриста» R 1100 S сразу же полюбился приверженцам оппозитных моделей. Мощный и подтянутый он стал идеальным партнёром для спортивно-ориентированных друзей марки BMW. Предлагавшаяся на заказ спортивная ходовая часть позволяла ездить буквально в гоночном стиле. Спортивный потенциал R 1100 S полностью проявляется в гонках BoxerCup. K 1200 LT — роскошный туристический мотоцикл. Этой моделью BMW определила порядок вещей в мире мотоциклов. Отработанные в аэродинамической трубе элементы облицовки сочетаются с элегантно-рациональными органами управления. Модель LT обладает всем мыслимым комфортом. Выдающаяся ходовая часть с серийной АБС обеспечивает прекрасную управляемость роскошного туристического мотоцикла массой 378 кг.
Двадцатое столетие завершается для BMW очередным рекордом: во всём мире клиентам было поставлено 65'186 мотоциклов. Тем самым десятый раз подряд BMW добивается увеличения количества регистраций новых мотоциклов. Однако новое рекордное число продержалась недолго: в 2000 году, в преддверии нового тысячелетия, BMW продаёт 74'614 мотоциклов. США становятся самым важным зарубежным рынком для BMW. Приверженность заводу в Берлине-Шпандау: перевод производства на завод в Берлине-Шпандау происходит синхронно с представлением новой модели фандуро F 650 GS. Одной из важнейших причин перевода производства в Германию BMW называет сложность техники новой модели. При этом речь идёт в частности о дополнительном оборудовании, например эксклюзивной АБС.

## История мотоциклов BMW
История мотоциклов BMW началась в 1921 году, когда компания начала производство двигателей для других компаний. Собственные мотоциклы BMW, продаваемые под маркой BMW Motorrad, начались в 1923 году с BMW R 32, который приводился в движение двигателем с плоским сдвоенным двигателем (также называемым двигателем типа «боксер-твин» либо «оппозитным» двигателем). Производство мотоциклов с плоскими сдвоенными двигателями продолжается и по сей день, однако BMW также выпустила много моделей с другими типами двигателей.

### 1921—1938
В конце Первой мировой войны Версальский договор потребовал от BMW прекратить производство авиационных двигателей. Чтобы остаться в бизнесе, компания начала производить небольшие промышленные двигатели (наряду с сельскохозяйственным оборудованием, предметами домашнего обихода и железнодорожными тормозами). В 1920 году был выпущен бензиновый двигатель BMW M2B15 с плоским кузовом . Несмотря на то, что M2B15 был спроектирован как портативный промышленный двигатель, он также использовался несколькими производителями мотоциклов, в том числе для мотоциклов Victoria KR1 1920-1923 годов и для мотоциклов Bayerische Flugzeugwerke (BFw) Helios 1920-1922 годов .
BMW объединилась с Bayerische Flugzeugwerke в 1922 году, и BFw Helios стал отправной точкой для первого мотоцикла BMW. Выпущенный в 1923 году, BMW R 32 использовал плоский двойной бензиновый двигатель объёмом 486 куб. См (29,7 куб. Дюйма), [3] который был установлен поперечно (для устранения проблем охлаждения продольно установленного двигателя в Helios). Это двигатель мощностью 6,3 кВт (8,5 л.с.), обеспечивающий максимальную скорость от 95 до 100 км / ч (от 59 до 62 миль в час). В то время, когда многие производители мотоциклов использовали системы смазывания с полной потерей, новый двигатель BMW имел рециркуляционный масляный поддонсистема смазки с капельной подачей к роликовым подшипникам; дизайн, который BMW использовала до 1969 года. R 32 также положил начало традиции привода вала , который использовался на всех мотоциклах BMW до 1994 года.
BMW R 37, произведённый из 1925-1926, была первая спортивная модель БМВ. Он был основан на R 32 и использовал двигатель с верхним расположением клапанов мощностью 12 кВт (16 л.с.).
Первым одноцилиндровым мотоциклом BMW был BMW R 39 1925 года , который был самой маленькой моделью BMW и использовал двигатель объёмом 250 куб. См (15,3 куб. Дюйма). Он не был успешным и был снят с производства в 1927 году. [5] Следующим одноцилиндровым мотоциклом был BMW R 2 , выпущенный в 1931 году. [6]Он использовал двигатель объёмом 200 куб. см (12,2 куб. дюйм) и поэтому мог ездить на нем в Германии без лицензии на мотоцикл в то время. Линейка одноцилиндровых мотоциклов продолжалась с BMW R 4 объёмом 400 куб. См (24,4 куб. Дюйма) в 1932 г. и BMW R 3 объёмом 300 куб. см (18,3 куб. дюйм) в 1936 году.
BMW R 12 и BMW R 17 введены в 1935 году, были первое производство мотоциклов с гидравлический затухающими телескопическими вилками.
В 1937 году Эрнст Хенн записал максимальную скорость 279,5 км / ч (173,7 миль в час) на гоночном мотоцикле BMW 500 Kompressor , установив мировой рекорд, который стоял 14 лет.
Конструкция плоского мотоцикла BMW R 71 746 куб. См (45,5 куб. Дюйма) была лицензирована Советскому Союзу в 1938 году в результате чего был выпущен Днепр М-72, который производился в 1942-1960 годах.

### 1939–1945
Во время Второй мировой войны немецким военным требовалось как можно больше автомобилей всех типов, и многим другим немецким компаниям было предложено построить мотоциклы. BMW R 75 особенно хорошо применялся в суровых условиях эксплуатации в Северной Африке, частично из-за того, что выступающие в стороны цилиндры оппозитного двигателя обеспечивали более эффективное охлаждение, чем в иных конфигурациях, которые перегревались на солнце. Карданные приводы также работали лучше, чем цепные, которые быстро выходили из строя в песчаной пустыне. R 75 вдохновили создание аналогичных моделей от американских производителей, таких как индийский +841 и Harley-Davidson XA.

### 1945—1955
В контролируемой Советским Союзом Восточной Германии единственный мотоциклетный завод BMW в Айзенахе возобновил производство мотоциклов R35 и R75 вскоре после войны для репараций . Завод продолжал использовать имя BMW, в результате чего две отдельные компании (одна в Айзенахе, а другая в Мюнхене, Западная Германия) использовали имя BMW между 1948 и 1952 годами. Головной офис BMW, базирующийся в Мюнхене, не контролировал производство в Восточной Германии. В конце концов, в 1952 году, после того, как Советы передали контроль над заводом правительству Восточной Германии и после судебного процесса по торговой марке, эта компания была переименована в Eisenacher Motorenwerk (EMW). Вместо сине-белого раунделя BMW в качестве логотипа EMW использовала очень похожий красно-белый раундель.
В Западной Германии многие объекты BMW были сильно повреждены во время войны, в том числе мюнхенский завод, который был в руинах. Первоначально условия капитуляции Германии запрещали BMW производить мотоциклы. В 1947 году, когда BMW получила разрешение на возобновление производства мотоциклов от американских властей в Баварии, [1] ( p76 ) BMW пришлось начать с нуля. Не было никаких планов, чертежей или схематических рисунков, потому что все они были в Айзенахе. Первым послевоенным мотоциклом BMW в Западной Германии был BMW R 24 1948 года. R 24 был продолжением инженерных решений довоенного БМВ R 23 с несколькими усовершенствованиями и приводился в движение одноцилиндровым двигателем объёмом 247 куб. Это была единственная послевоенная западногерманская модель без задней подвески. В 1949 году BMW произвела 9 200 единиц, а к 1950 году производство превысило 17 000 единиц.
Производство моделей с двумя раздельными подвесками было возобновлено в 1950 году с моделью R 51/2 объёмом 500 куб. см (31 куб. дюйм), за которой последовали близнецы BMW R 51/3 и BMW R 67 в 1951 году и спортивные 26 кВт (35 л.с.). BMW R 68 в 1952 году. За исключением R 68, все модели с плоским сдвоенным кузовом комплектуются передними крыльями с передним бортом и передними стойками.

### 1955–1969
Продажи мотоциклов в Европе в 1950-х годах резко упали, и в 1967 году три основных немецких конкурента BMW обанкротились. В 1954 году BMW произвела 30 000 мотоциклов. К 1957 году это число было менее 5500.
В 1955 году BMW начала представлять новую серию мотоциклов с вилками Earles и закрытыми карданными валами. Это были BMW R 50 мощностью 19 кВт (26 л.с.), BMW R 60 мощностью 22 кВт (30 л.с.) и спортивная модель BMW R 69 мощностью 35 л.с. (26 кВт). 8 июня 1959 года Джон Пентон проехал на BMW R 69 из Нью-Йорка в Лос-Анджелес за 53 часа и 11 минут, сократив более чем 24 часа с предыдущего рекорда.
К концу 1950-х годов у всей компании BMW возникли финансовые проблемы. Компания едва избежала слияния с Daimler-Benz благодаря сочетанию финансирования от братьев Герберта Квандта и Харальда Квандта , увеличению успеха автомобильного подразделения и распродажи его подразделения авиационных двигателей. Изменения на рынке мотоциклов привели к тому, что последняя одноцилиндровая модель BMW с приводом от вала BMW R 27 была выпущена в 1967 году. Кроме того, большинство предложений BMW по-прежнему предназначались для использования с колясками. Однако к концу 1960-х годов коляски больше не были предметом рассмотрения большинства гонщиков; вместо этого люди интересовались спортивными мотоциклами. BMW R 50/2, R 60/2 и R 69 Sбыли последними BMW, способными к коляске, причём последняя была самой мощной и желанной моделью.
В Соединённых Штатах продажи мотоциклов были сильными в течение 1950-х годов, в отличие от резкого снижения продаж в Европе. Позже, определённые модели "США" были проданы в Соединённых Штатах для моделей 1968 и 1969 годов : BMW R 50 US, R 60 US и R 69 US . Эти модели продавались с телескопическими вилками (наряду с другими моделями BMW, которые продавались с вилками Earles) и без выступов коляски.

### 1969–1982
Модельный ряд был полностью обновлён в 1969 году, когда была представлена серия BMW / 5 , включающая модели BMW R 50/5 объёмом 500 куб. см, модели BMW R 60/5 объёмом 600 куб. см и модели BMW R 75/5 объёмом 750 куб. см.[15] [1] (p126 ) Двигатели были полностью переработаны: подшипники коленчатого вала были модернизированы с роликовых подшипников до опорных подшипников типа кожуха (тип, используемый в современных автомобильных двигателях). [15] [1] ( p126 ) Распределительный вал теперь был распределительным валом с цепным приводом и располагался под коленчатым валом, а не в верхней части двигателя, чтобы понизить центр тяжести. Впервые был доступен электрический стартер, хотя также был сохранён традиционный ударный стартер, установленный на коробке передач . Моделирование первых моделей включало хромированные боковые панели и рестайлинговый бак. В 1973 году задний маятник был удлинён, что улучшило управляемость и позволило установить батарею большего размера.
Внедрение моделей "/ 5" совпало с перемещением производства из Мюнхена на новый завод в Шпандау, Западный Берлин. на месте, ранее занятом заводом авиадвигателей Siemens.
Серия BMW / 6 заменила модели "/ 5" в 1974 году, когда был снят с производства двигатель объёмом 500 куб. См (31 куб. Дюйм) и введён двигатель объёмом 900 куб. см (55 куб. дюйм). Модельный ряд "/ 6" состоял из 600 куб. см BMW R 60/6, 750 куб. см BMW R 75/6, 900 куб. см BMW R 90/6 и спортивное 900 куб. см BMW R 90 S. Другие обновления включали пятиступенчатую коробку передач, тормоза и электрическую систему. В 1975 году стартер был окончательно ликвидирован.
В 1976 году модельный ряд BMW / 7 заменил модели "/ 6". Была представлена модель BMW R 80/7 объёмом 800 куб. cм, а модели BMW R 90/6 и BMW R 90S объёмом 900 куб. cм были заменены моделями BMW R 100/7, BMW R 100S и BMW R 100RS объёмом 1000 куб см. Последняя была полностью обтекательной конструкцией, которая производила 51 кВт (68 л.с.) и имела максимальную скорость 200 км/ч (124 миль/ч). [19] Более поздние варианты моделей 1000 куб.см включали BMW R 100T («Touring»), то BMW R 100 RT и BMW R 100CS ("Classic Sport").
BMW R 45 и BMW R 65 1978 года были моделями начального уровня 450 куб. См и 650 куб. См, которые заменили BMW R 60/7. Более поздние варианты BMW R 65 включали в себя BMW R65 LS 1982 года, спортивный BMW R 65 S и внедорожный BMW R 65 GS 1987 года.

### 1983—1992
BMW K 100, введённый в 1983 году, ознаменовал отход от традиции BMW с воздушным охлаждением плоских двумя двигателей. Он был оснащён встроенным четырёхтактным двигателем с водяным охлаждением с рабочим объёмом 987 куб. См (60 куб. Дюймов), который также был первым двигателем BMW с впрыском топлива. Рама была трубчатой стали, а задняя подвеска была односторонним маятником.
В 1985 году BMW K 75 был добавлен в качестве модели начального уровня. К 75 приводился в движение трёхцилиндровым, рядным двигателем, объёмом 750 куб.см, который был первым двигателем БМВ использовавшим балансирный вал. В 1988 году K 100 стал первым мотоциклом с антиблокировочной системой тормозов (ABS) [20], а в 1989 году модель K 100 RS 4V стала первым мотоциклом BMW, в котором использовался двигатель с четырьмя клапанами на цилиндр.
Спортивный турник BMW K 1 1988 года был первым спортивным байком BMW с полным обтекателем. У него было аэродинамическое тело, которое было разработано, чтобы минимизировать сопротивление на высоких скоростях.
Продолжалось производство туристических моделей с оппозитными двухцилиндровыми двигателями на моделях BMW R 100 и BMW R 80 .

### 1993—2003
Начиная с спортивного тура BMW R 1100 RS в 1993 году, BMW начал переходить от двигателей с головками цилиндров с воздушным охлаждением (двигатели с воздушной головкой) к головкам цилиндров с масляным охлаждением (двигатели с масляной головкой). В BMW R 100 RS также использовалась передняя подвеска «Telelever» (в которой тормозные усилия передаются горизонтально для минимизации «погружения вилкой») и перегруженный двигатель .
В 1993 году были также представлены одноцилиндровые модели BMW F 650, основанные на Aprilia Pegaso 650. Соответствующий BMW F650 CS начал производство в 2001 году.
«Болван» BMW R 80 GS и R 100 GS модель оставались в производстве до 1997 года, прежде чем заменить более новыми моделями «алкаш» , такие как BMW R 850 серии, 1994-1999 BMW R 1100 R стандартного мотоцикл, 1994 -1999 BMW R 1100 GS dual-sport, 1996-2001 BMW R 1100 RT tourer, 1998—2005 BMW R 1100 S sports и 1999-2004 BMW R1150 GS dual-sport.
Модели серии K, приведённые в действии водяного охлаждения четырёхцилиндрового двигателя, включили 1996-2004 BMW K 1200 RS Sports Tourer, в 1998-2009 BMW K 1200 LT роскошного Tourer, и 2002-2005 BMW K 1200 GTSports Tourer, BMW R 1200 C, выпускавшаяся с 1997 по 2004 год, был только вход мотоциклов BMW в круизный рынок. На другом конце модельного ряда BMW C1 2000-2002 гг. Был первой и единственной моделью закрытого скутера BMW.

### 2004—2014
Пересмотренный ряд линейных четырёхцилиндровых моделей с водяным охлаждением начался в 2004 году с BMW K 1200 S, спортивного туриста. [21] K1200S был спроектирован как мотоцикл Super Sport, хотя он крупнее и тяжелее ближайших японских конкурентов. Другими дополнениями к серии K были мотоцикл BMW K 1200 R 2005 года и связанный с ним полуфасованный спорт-турер BMW K 1200 R Sport 2007 года [22] и BMW K 1200 GT sport-турер 2006 года. Объём двигателя серии K был увеличен до 1300 куб. См (79 куб. Дюймов) для спортивного автомобиля BMW K 1300 S 2008 года, спортивного автомобиля BMW K 1300 GT 2009 года и BMW K 1300 R 2009 года.голый велосипед.
В 2011 году в серию K были добавлены две шести цилиндровые модели — BMW K 1600 GT и BMW K 1600 GTL, первая из которых предназначалась для спортивных туров, а вторая — для люксовых.
В 2004 году была также обновлена линейка плоских моделей R-серии, начиная с BMW R 1200 GS dual-sport, оснащённого новым двигателем с масляной головкой объёмом 1170 куб. За этим последовало 2005 BMW R 1200 STспорт-турер, 2005 BMW R 1200 RT Tourer, 2006 BMW R 1200 S спорт-турер и 2006 BMW R 1200 R голый велосипед. В 2014 году в обновлённом BMW R1200 RT использовался двигатель с водяным охлаждением и мокрое сцепление.
В 2005 году был представлен внедорожный мотоцикл BMW HP2 Enduro на базе BMW R 1200 GS . В 2007 году к HP2 Enduro присоединился дорожный HP2 Megamoto, оснащённый легкосплавными дисками меньшего размера и уличными шинами.
В рамках обновления серии F Series, выпущенного в 2006 году, были представлены спортивный мотоцикл BMW F 800 S и модели спортивного туризма BMW F 800 ST , оснащённые двигателем Rotax с параллельным сдвоенным двигателем. В 2008 году в серию были добавлены двухместные велосипеды BMW F 650 GS и BMW F800 GS , в которых использовался один и тот же двигатель объёмом 798 куб. См, несмотря на разные названия. [24] В 2009 году был представлен голый велосипед BMW F 800 R, а в 2013 году BMW F 800 GT заменил спортивный BMW F 800 ST . В 2009 году BMW G 650 GS заменил BMW F 650 GS .
Серия BMW G650X была представлена в 2006 году, разработана совместно с Aprilia и оснащена одноцилиндровым двигателем Rotax. В линейку вошли модели BMW G650 Xchallenge dual-sport, модели BMW G650 Xcountry dual-sport и G650 Xmoto. [25] Модель BMW G 450 X hard-enduro выпускалась с 2008 по 2010 год.
В 2007 году BMW приобрела Husqvarna Motorcycles , включая производственные мощности и персонал, у итальянского производителя MV Agusta . [27] [28]Право собственности BMW на Husqvarna закончилось в 2013 году, когда компания была продана Pierer Industrie AG.
BMW S 1000 RR спортивный мотоцикл был выпущен в 2009 году для участия в чемпионате мира по Супербайку . Он оснащён рядным четырёхцилиндровым двигателем рабочим объёмом 999 куб. см (61 куб. дюйм) мощностью 193 л.с. (144 кВт).